# Susan Choi

Susan Choi

Susan Choi (geboren 1969 in South Bend, Indiana) ist eine US-amerikanische Schriftstellerin.

## Leben
Choi hat einen koreanischen Vater und eine US-amerikanische Mutter jüdischer Herkunft, nach der Scheidung der Eltern zog sie mit der Mutter nach Houston. Choi studierte Literatur an der Yale University (B.A., 1990) und an der Cornell University (M.F.A.). Nach dem Studium arbeitete sie beim The New Yorker als fact checker. Sie lehrt Kreatives Schreiben an der Yale University. Sie ist mit dem Journalisten Pete Wells verheiratet und lebt in Brooklyn.
Chois erster Roman The Foreign Student erschien 1998 und gewann den Asian American Literary Award for Fiction. Mit David Remnick gab sie eine Kurzgeschichtenanthologie Wonderful Town: New York Stories from The New Yorker heraus.  Für ihren zweiten Roman American Woman recherchierte sie über die Aktivistin Wendy Yoshimura, der Roman stand 2003 auf der Shortlist des Pulitzer Prize. Ihr Roman A Person of Interest war 2009 Finalist beim  PEN/Faulkner Award. 2019 erhielt Choi für Trust Exercise den National Book Award.

## Werke
- The Foreign Student. 1998, ISBN 0-06-019149-X.
- mit David Remnick (Hrsg.): Wonderful Town: New York Stories from The New Yorker. 2000, ISBN 0-375-50356-0.
- American Woman. 2003, ISBN 0-06-054221-7.
- A Person of Interest. 2008, ISBN 978-0-670-01846-8.
  - Reue. Übersetzung Annette Hahn. Aufbau, Berlin 2008, ISBN 978-3-351-03239-5.
- My Education. 2013, ISBN 0-67-002490-2.
- Trust Exercise. 2019, ISBN 978-1-250-22202-2.
  - Vertrauensübung. Kjona Verlag, München 2023, ISBN 978-3-910372-11-5.
- mit John Rocco: Camp Tiger. Bilderbuch. 2019, ISBN 978-0-399-17329-5.